# HAV Verkehrsbetriebsgesellschaft
Die HAV Verkehrsbetriebsgesellschaft mbh & Co.KG war ein privates Busunternehmen in Darmstadt. Die Abkürzung HAV steht für Hessischer Autobus-Verkehr.
HAV hatte nach eigenen Angaben die Genehmigungen für die Linien U, K55/K85, K56, K57, K58 sowie für das „Linienbündel Weiterstadt“ mit den Linien 675, 5513, 5515 und 5516. Diese Linien sollten nach dem Wunsch der Darmstadt-Dieburger Nahverkehrsorganisation (DADINA) bis Ende 2015 verlängert werden. Die Linien wurden eigenwirtschaftlich betrieben.
Damit gehörte HAV zu den größeren ÖPNV-Anbietern in der Stadt Darmstadt, war jedoch deutlich kleiner als das Kommunalunternehmen HEAG mobilo.
Anfang 2014 bestand die Flotte aus 8 Mercedes-Benz Citaro-Solowagen, 6 Mercedes-Benz Citaro-Gelenkbussen, 1 Mercedes-Benz O 405 N, 6 Mercedes-Benz O 405 GN, 5 Setra S315NF sowie einem Mercedes-Benz O 405 N. Der Betriebshof befand sich in Nähe des Darmstädter Hauptbahnhofs. Das Unternehmen war ergänzend auch im Reisebusverkehr aktiv.
Der Geschäftsführer war bis zuletzt Ralph Nadler.

## Insolvenz
Am 11. November 2013 wurde durch das Amtsgericht Darmstadt das Insolvenzverfahren der HAV Verkehrsbetriebsgesellschaft eröffnet. Grund seien Liquiditätsschwierigkeiten. Mirko Lehnert von der Kanzlei Schiebe und Collegen wurde zum Insolvenzverwalter ernannt. Am 20. Dezember 2013 wurde in der Verbandsversammlung der DADINA beschlossen, dass das „Linienbündel Weiterstadt“ und die Linie U befristet bis 2015 an die HEAG mobilo vergeben wird.
Die Linien K55/K85, K56, K57 und K58 wurden vom neugegründeten Zusammenbund von Busunternehmen StadtLandBus übernommen. Beide Unternehmen haben eine große Mehrzahl der ehemaligen HAV Mitarbeiter übernommen.
Der aktive Betrieb der HAV Verkehrsbetriebsgesellschaft wurde zum 28. Februar 2014 eingestellt.